# Bennetts kraai
Bennetts kraai (Corvus bennetti) is een zangvogel uit de familie Corvidae (kraaien). Deze vogel is genoemd naar de Australische verzamelaar Kenric Harold Bennett (1835-1891).

## Verspreiding en leefgebied
Deze soort is endemisch in het grootste deel van Australië.

## Status
De grootte van de populatie is niet gekwantificeerd maar de soort wordt omschreven als talrijk. Op de Rode lijst van de IUCN heeft deze soort de status niet bedreigd.